# Верхний Кивач
Верхний Кивач — озеро на территории Найстенъярвского сельского поселения Суоярвского района Республики Карелия.

## Общие сведения
Площадь озера — 2,6 км², площадь водосборного бассейна — 16,6 км². Располагается на высоте 111,6 метров над уровнем моря.
Форма озера продолговатая; вытянуто с северо-запада на юго-восток. Берега озера каменисто-песчаные.
Верхний Кивач имеет сток в озеро Кивач, откуда вытекает река Кивач, впадающая в Сямозеро.
В озере расположены несколько безымянных островов различной площади.
Населённые пункты возле озера отсутствуют. Ближайший — посёлок Суоёки — расположен в 10 км к западу от озера.
Код объекта в государственном водном реестре — 01040100111102000016993.